# Koškovec
Koškovec es una aldea del municipio de Maruševec, situado en el condado de Varaždin. Según el censo de 2021, tiene una población de 206 habitantes.

## Demografía
| Gráfica de población de Koškovec 1857-2021                         |
|                                                                    |
| Según los censos de población de la Oficina de Estadísticas Croata |